# Zuberoa Aznárez
Zuberoa Aznárez Mauleón (Pamplona, Navarra, 16 de marzo de 1981) es una vocalista mezzosoprano española, conocida como la cantante femenina y compositora de la banda de metal sinfónico Diabulus in Musica.

## Carrera musical
Es hija de la pianista Maite Mauleón Orzaiz. Su carrera musical inicia a los 8 años, donde toma clases de flauta traversa y solfeo, para luego aprender canto lírico en Pamplona.
Cuando la banda anterior de Zuberoa, Dragon Lord, se desintegró en el 2006 (no pudiendo publicar su álbum ya grabado) ella fundó Diabulus in Musica junto a su futuro marido Gorka Elso (ex Dragon Lord), con quien posteriormente tuvo dos hijos. Su primer álbum, Secrets fue publicado por el sello americano Metal Blade Records en el 2010. Desde entonces, han publicado 5 discos (editados bajo el sello austriaco Napalm Records), con invitados de lujo como Mark Jansen, John Kelly de The Kelly Family, Ailyn y Thomas Vikström.
Paralelamente a DiM, Zuberoa tiene un proyecto solista centrado en el folk y elementos clásicos y canta en otras dos bandas: Dryades, proyecto de folk y new age, y Tragul, proyecto de metal sinfónico fundado en el 2017 por Adrian Benegas el cual cuenta con la participación de Steve Conley (Flotsam and Jetsam) en guitarras, Sander Zoer (Delain) y Alex Holzwarth (Rhapsody of Fire) en la batería y Oliver Holzwarth (Blind Guardian, Tarja Turunen) en bajo. Desde junio de 2017, Tragul ha lanzado 12 sencillos. 
Su primer álbum como solista, Beyond the Threshold, fue publicado en marzo de 2017. Tras ello, publicó un álbum navideño "Nowell" en diciembre de 2020. Ha sido invitada de Leaves Eyes, Elfenthal y Dark Sarah para cantar en directo, y en 2018 fue invitada nuevamente para cantar en el nuevo álbum de Dark Sarah The Golden Moth, en el papel de La Máscara de Hierro.

## Vida personal
Está casada con su compañero de banda Gorka Elso. Es profesora de técnica vocal, especialista en rehabilitación y perfeccionamiento de la voz profesional hablada y cantada, educada por la Universidad de Alcalá y también es historiadora, licenciada en Historia y Diplomada en Arte por la Universidad de Navarra.

## Discografía

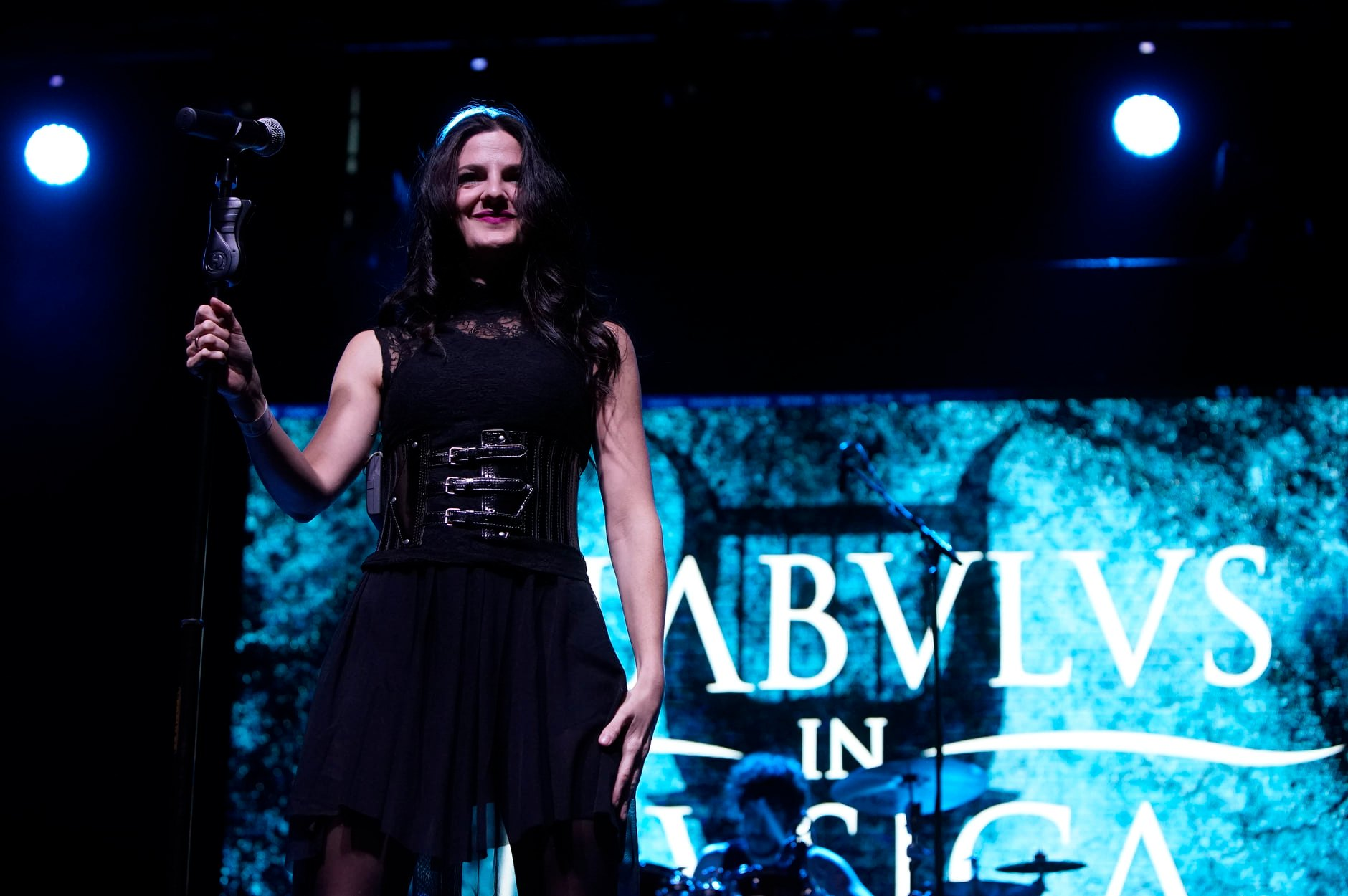
Zuberoa Aznárez con Diabulus in Musica en 2022.

### Diabulus in Musica
Álbumes de estudio
- Secrets (2010)
- The Wanderer (2012)
- Argia (2014)
- Dirge for the Archons (2016)
- Euphonic Entropy (2020)

DVD
- Itzalen Sua - El Fuego de las sombras (2012) – Banda sonora

Eps y sencillos
- Secrets (2009)
- Earthly Illusions (2016)
- Crimson Gale (2016)

### Dragon Lord
- Through the Time' (2006) – Nunca publicado

### Tragul
- Bennu (2017)
- The Message (2017)
- Into The Heart of The Sun (2017)
- The Tree Of Life (2017)
- Before I Say Goodbye (2018)
- My Last Words (2018)
- Goodbye (Apparat Cover) (2018)
- Inside The Mirror (2018)
- The Hummingbird (2019)
- Sueño Eterno (2019)
- Mother (2021)
- Another Winter Night (2022)

### Como solista
- Beyond the Threshold (2017)
- Nowell (2020)

### Como invitada
Con Dark Sarah
- Dark Sarah - The Golden Moth (2018)  - Voz en “Gods Speak”[2]

Con Adrian Benegas
- Adrian Benegas - The Revenant (2019) - Voz en “Cadavria”, “Face to Face”, “Inferno” [3]